# Louis M. Rabinowitz
Louis M. Rabinowitz (* 16. Oktober 1887 in Litauen; † 27. April 1957 in New York) war ein US-amerikanischer Unternehmer und Philanthrop.
Rabinowitz kam 1901 in die Vereinigten Staaten. Als Unternehmer gelangte er durch verschiedene Patente zu Reichtum, unter anderem durch die Erfindung einer Maschine zur Herstellung für Haken von BH-Trägern. Obwohl selbst ohne höhere Schulbildung war Rabinowitz sehr belesen und förderte zahlreiche Institutionen mithilfe der 1944 gegründeten Lous M. Rabinowitz Foundation. So unterstützte er die Yale University, wo seit 1956 der Lehrstuhl für Semitische Sprachen, dessen erster Inhaber Franz Rosenthal war, nach ihm benannt ist. Daneben förderte er auch zahlreiche archäologische Untersuchungen in Israel, darunter die Expeditionen Nelson Gluecks in den Negev. Weiterhin erschienen drei Ausgaben des Louis M. Rabinowitz Fund for the Exploration of Ancient Synagogues (Jerusalem 1949–60), die einen wichtigen Beitrag zur Erforschung antiker Synagogen in Israel leisteten.
Sein Sohn Victor Rabinowitz (1911–2007) war Rechtsanwalt und Aktivist der Kommunistischen Partei der USA.